# Henryk Iwaniec
Henryk Iwaniec (Elbląg, 9 ottobre 1947) è un matematico polacco naturalizzato statunitense, e dal 1987 professore alla Rutgers University.
Nel 2001 Iwaniec è stato insignito del settimo Ostrowski Prize, mentre l'anno seguente gli è stato assegnato il quattordicesimo Frank Nelson Cole Prize per la teoria dei numeri.

## Biografia
Iwaniec ha compiuto i suoi studi universitari presso l'Università di Varsavia, dove ottenne il dottorato nel 1972 sotto la supervisione di Andrzej Schinzel. Dopo alcuni anni passati all'Istituto di matematica dell'Accademia polacca delle scienze, ha lasciato la Polonia nel 1983, ottenendo una posizione di visitatore presso l'Institute for Advanced Study dell'Università del Michigan, e l'University of Colorado at Boulder prima di essere nominato professore di matematica alla Rutgers University.

È il fratello gemello del matematico Tadeusz Iwaniec.

## Ricerca
Nel 1997, Iwaniec e John Friedlander hanno provato che ci sono infiniti numeri primi della forma {\displaystyle a^{2}+b^{4}}. Questo risultato è noto come il Teorema di Friedlander-Iwaniec. Per ottenere questo risultato, i due matematici hanno dovuto sviluppare una nuova teoria su numeri primi, applicando per la prima volta il crivello asintotico al problema della distribuzione dei numeri primi.

## Pubblicazioni
- Henryk Iwaniec, Topics in Classical Automorphic Forms, Providence, American Mathematical Society, 1997, ISBN 978-0-8218-0777-4.
- Henryk Iwaniec, Spectral Methods of Automorphic Forms, 2nd edition, Providence, American Mathematical Society, 2002, ISBN 978-0-8218-3160-1.
- Henryk Iwaniec, Emmanuel Kowalski, Analytic Number Theory, Providence, American Mathematical Society, 2004, ISBN 978-0-8218-3633-0.
- Henryk Iwaniec, J. B. Friedlander, D. R. Heath-Brown, J. Kaczorowski, Analytic Number Theory: Lectures Given at the C.I.M.E. Summer School Held in Cetraro, Italy, July 11-18, 2002, Berlin, Springer, 2006, ISBN 978-3-540-36363-7.